# Indian Scout

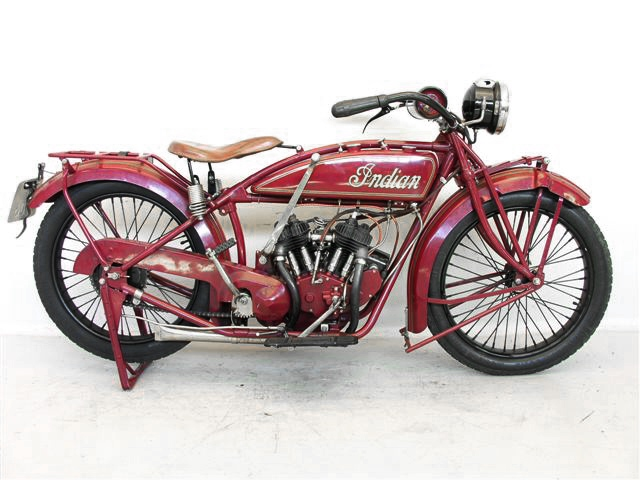
1920 Indian Scout

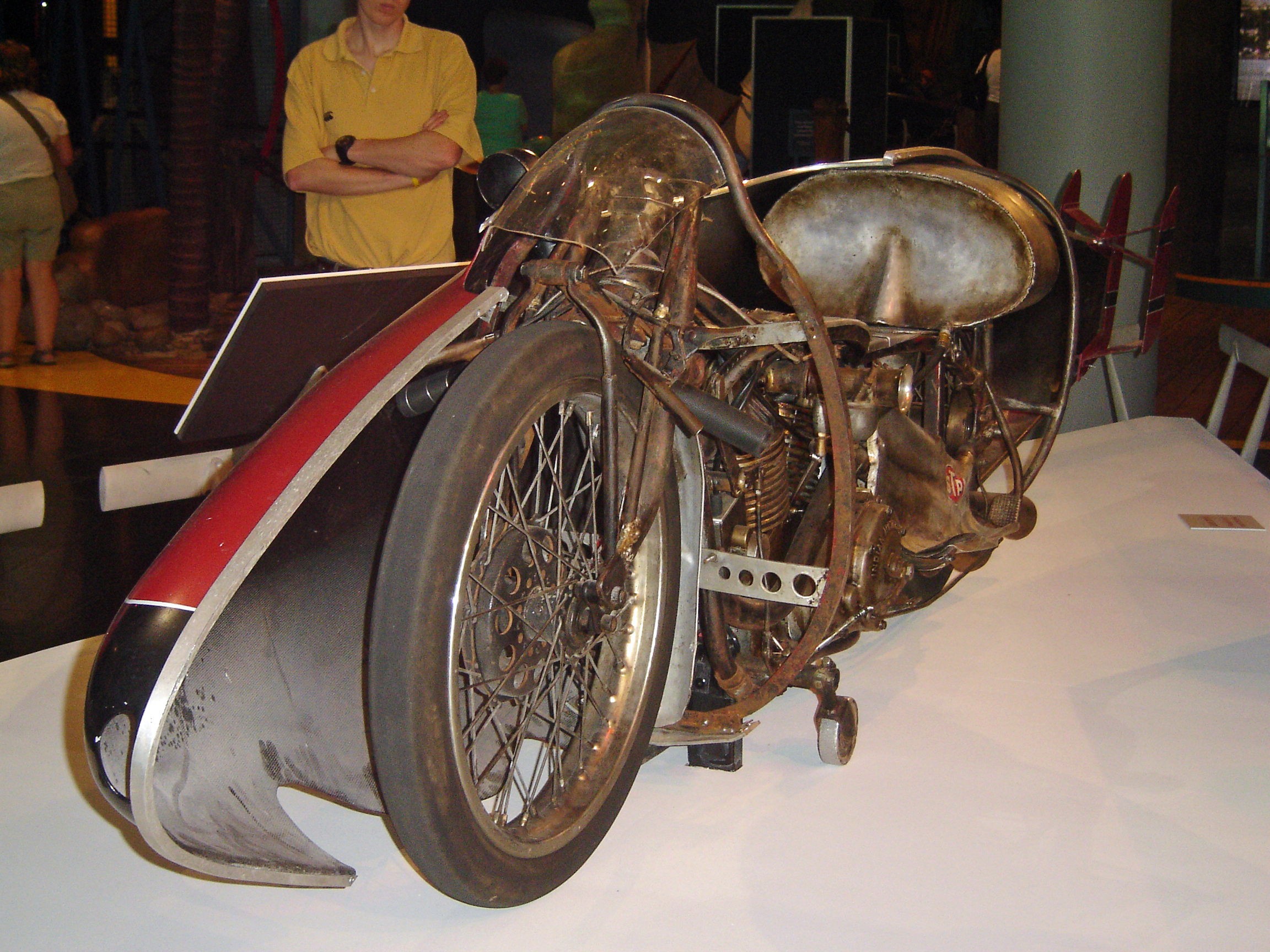
Den Scout från 1920 som Munro satte sina rekord på.

Indian Scout var en motorcykel som byggdes av Indian Motorcycle Company från 1920 till 1949. Motorerna var av typen V-twin och slagvolymen varierade under åren mellan 500 och 745 cc.

## Hastighetsrekord
En känd Indianförare är Burt Munro, som satte många hastighetsrekord på land på Bonneville med en av honom själv kraftigt modifierad Scout tillverkad 1920. Hans rekord i klassen för motorcyklar med kåpor och en maximal slagvolym på 1000cc sattes 1967, och står sig än i dag. Hans väg mot världsekorden skildras i filmen Citronträd och motorolja (originaltitel: The World's Fastest Indian) 2005 där han gestaltas av Anthony Hopkins.